# Canthon podagricus
Canthon podagricus är en skalbaggsart som beskrevs av Edgar von Harold 1868. Canthon podagricus ingår i släktet Canthon och familjen bladhorningar. Inga underarter finns listade.